# Zuerchermyia festiva
Zuerchermyia festiva är en tvåvingeart som först beskrevs av Walker 1854.  Zuerchermyia festiva ingår i släktet Zuerchermyia och familjen vapenflugor. Inga underarter finns listade i Catalogue of Life.